# فرودگاه باکلالان
فرودگاه باکلالان (به انگلیسی: Ba'kelalan Airport) (به زبان بومی: Lapangan Terbang Bakelalan) یک فرودگاه همگانی با کد یاتا BKM است که یک باند فرود آسفالت دارد و طول باند آن ۵۴۹ متر است. این فرودگاه در کشور مالزی قرار دارد و در ارتفاع ۸۸۴ متری از سطح دریا واقع شده‌است.

## شرکت‌های هواپیمایی و مقصدهای پروازی
| شرکت‌های هواپیمایی                 | مقصدهای پروازی     |
| --------------------------------- | ------------------ |
| مالزی ایرلاینز اجرا توسط MASwings | باریو، لاواس، میری |